# Bundesgymnasium Zirkusgasse
Das Bundesgymnasium Zirkusgasse (auch „Bundesgymnasium und Bundesrealgymnasium Zirkusgasse“ oder „GRG II Zirkusgasse“) ist ein Bundesgymnasium und Bundesrealgymnasium im zweiten Wiener Gemeindebezirk, der Leopoldstadt, in der Zirkusgasse 48 (vorübergehend Hegelgasse 14). Das 1899 errichtete Schulgebäude steht unter Denkmalschutz.

## Geschichte
Gegründet wurde das Bundesgymnasium Zirkusgasse im September 1877 als Staats-Untergymnasium im II. Bezirk (für Knaben) in der Taborstraße 24 im zweiten Wiener Gemeindebezirk. 1878 wurde daraus das K. k. Staatsgymnasium.
Nach dem Entwurf von Baurat Gustav Sachs erbaute der Architekt und Baumeister Eduard Frauenfeld jun. in 18 Monaten ein neues Schulgebäude in der Zirkusgasse 46–48 (früher Circusgasse), welches 1899 fertiggestellt wurde. Die Gesamtkosten für das Gebäude betrugen damals 532.135 Kronen (etwa 3.839.109 Euro). Die Schule, nun mit der neuen Bezeichnung K. k. Sophien-Gymnasium (benannt nach Sophie Friederike von Bayern, der Mutter von Kaiser Franz Joseph I.), bezog das Schulgebäude noch im selben Jahr.
Zu dieser Zeit sind viele jüdische Zuwanderer in die Leopoldstadt hinzugezogen, was sich auch in der großen Anzahl der mosaischen Schüler bemerkbar machte. Während des Ersten Weltkrieges wurden ab 1914 im Nachmittagsunterricht mehrheitlich jüdische Flüchtlingskinder unterrichtet, unter ihnen der Schriftsteller Manès Sperber. Nach Ende des Ersten Weltkrieges wurde die Schule in Bundesgymnasium im II. Bezirke Wiens umbenannt und ab 1919 koedukativ geführt. Mit Beginn des Ständestaats mussten die Mädchen 1934 das Gymnasium wieder verlassen.
Nach dem „Anschluss“ Österreichs wurde begonnen, jüdische Lehrer zu entlassen und jüdische Schüler von arischen zu trennen. Die Trennung erfolgte durch die Zusammenlegung von jüdischen Schülern in Sammelklassen oder Sammelschulen – sogenannten „Judenschulen“. Das Gymnasium Zirkusgasse war eine der Judenschulen und wies ab 29. April 1938 301 ausschließlich jüdische Schüler auf. 1941 wurde jüdischen Schülern im Großdeutschen Reich der Unterricht verboten.
In den Jahren um 1940/1941 war hier die Heeresfachschule 2 untergebracht, in der Kriegslehrgänge für die berufliche Fortbildung von Unteroffizieren durchgeführt wurden.
Ab dem Schuljahr 1949/50 wurde im Bundesgymnasium wieder koedukativer Unterricht mit Mädchen eingeführt. 1967 wurde zu dem humanistischen Gymnasium der Oberstufe ein neusprachliches Gymnasium errichtet, das aber 1990 durch ein Realgymnasium ersetzt wurde.
2017 fand ein EU-weiter Architekturwettbewerb für eine bauliche Erweiterung des Bundesgymnasiums Zirkusgasse statt, aus dem als Gewinner das Architektenteam SHIBUKAWA EDER Architects ZT GmbH und F+P ARCHITEKTEN ZT GMBH hervorging. Aufgrund von Verhandlungen mit der Stadt Wien und der Bundesimmobiliengesellschaft kam es zu jahrelangen Verzögerungen mit dem Baubeginn. Während des Zubaus und der Sanierung des denkmalgeschützten Altbaus wird die Schule mit Beginn der Sommerferien 2021 bis Juli 2024 in ein ehemaliges Schulgebäude in der Hegelgasse 14 übersiedeln, welches bereits mehrere Bundesschulen beherbergte. Nach der Rückübersiedlung für das Schuljahr 2024/25 befindet sich der neue Haupteingang dann in der Weintraubengasse.

## Gedenktafel
1988 wurden zwei Gedenktafeln zur Erinnerung an ehemalige jüdische Schüler und Lehrer des Gymnasiums Zirkusgasse im Gebäudeinneren angebracht. Während die erste Steintafel eine Inschrift enthält, besteht die zweite Tafel aus einem Foto, welches 11 jüdische Schüler der damaligen 8. Klasse im Jahr 1938 zeigt.

## Ausbildung
Am Bundesgymnasium Zirkusgasse werden zu der allgemeinen gymnasialen Ausbildung verschiedene Fremdsprachen angeboten. Das Sprachangebot beinhaltet Englisch, Französisch, Latein, Spanisch und als Wahlpflichtgegenstand Italienisch. Um auf Schüler mit Deutsch-Schwächen einzugehen, werden die Deutschklassen geteilt und in kleineren Gruppen geführt. Des Weiteren bietet das Gymnasium Kurse wie „Lese-Rechtschreib-Training“ und Deutsch als Zweitsprache an.

## Bekannte Schüler
- Otto Ehrlich (1892–1979), austroamerikanischer Wirtschaftswissenschaftler
- Fritz Ungar (1898–1988), Verleger, Mitbegründer des Phaidon-Verlages, Lektor
- Robert N. Braun (1914–2007), Allgemeinmediziner
- Josef Epp (1920–1989), Hitlerjugend-Führer, Fußballspieler und Fußballtrainer
- Zwi Nigal (1923–2023), ehemaliger jüdischer Schüler, der nach Palästina flüchten konnte
- Gerhard Hager (1942–2025), Politiker (FPÖ) und Jurist
- Susanne Freund (* 1954), Drehbuchautorin und Regisseurin
- Robert Michael Weiß (* 1956), Jazzmusiker, Cembalist und Komponist
- Michael Lepuschitz (* 1960), General der Bundespolizei und Landespolizeivizepräsident von Wien[20]
- Andreas Reichhardt (* 1968), Beamter

## Bekannte Lehrer
- Johann Hauler (1829–1888), Philologe, Lehrer und Schulleiter
- Ernst Jandl (1925–2000), Lehrer, Dichter und Schriftsteller

## Leitung
- 1877–1887 Johann Hauler[4][5][21]
- 1888–1891 Johann Huemer[22]
- 1892–1893 Victor Langhans[23]
- 1895–1917 Gustav Waniek[24]
- 1919–1925 Josef Hückl[25]
- 1926–1933 Max Lambert[26]
- 1934–1937? E. Barta[27][28]
- ?–2003 Detlev Grunwald[29]
- 2003–2004 Albert Schmalz (interimistisch)[30]
- seit 2004 Margot Stöger